# Bracon bugabensis
Bracon bugabensis är en stekelart som beskrevs av Cameron 1886. Bracon bugabensis ingår i släktet Bracon och familjen bracksteklar. Inga underarter finns listade.